# Centrum handlowe Plaza w Poznaniu
Poznań Plaza – centrum handlowe w Poznaniu, istniejące od 2005, położone na Winiarach, przy ulicy Drużbickiego 2, wybudowane przez Plaza Centers.
Galeria liczy 64 000 m², z czego 40 000 m² GLA. W centrum mieści się ponad 130 sklepów i butików, w tym m.in.: supermarket Spar, multipleks Cinema City z 10 salami projekcyjnymi, a także kino 3D IMAX, było to pierwsze tego typu kino w zachodniej Polsce. Centrum ma zewnętrzny parking na 400 samochodów i 5-poziomowy parking na około 780 pojazdów.
Pierwotnie na miejscu centrum miała znajdować się zajezdnia tramwajowa obsługująca Poznański Szybki Tramwaj. Od jej budowy odstąpiono, a wybudowany wiadukt, który miał służyć do jej obsługi, zaadaptowano na potrzeby dojazdu samochodów do galerii.

## Komunikacja
W bezpośrednim sąsiedztwie galerii znajduje się trasa szybkiego tramwaju, którą poprowadzone są linie obsługiwane przez MPK Poznań – dojazd do przystanku Lechicka/Poznań Plaza.